# Tejfalvi Csiba Márton
Tejfalvi Csiba Márton, Chiba Márton (Tejfalu, 1600 előtt – ?, ?) református lelkész. 

## Élete
Szülőhelyén kezdte tanulmányait, majd Debrecenben folytatta. Itt 1615 májusában a felsőbb tanulók sorába lépett. Ezután külföldre ment, s 1622. május 8-án beiratkozott a wittenbergi, ősszel pedig odera-frankfurti, majd 1623. augusztus 27-én a franekeri egyetemre. Miután hazatért, rektorként működött Nagybányán, majd 1625 nyarán lelkész volt Túrterebesen lelkészkedett. 1632-től Beregszászon szolgált, még 1636-ban is itt működött. 

## Műve
- Romanocategorus, az az, Az Apostoli vallással ellenkező, minapi, Római-Catholicusok tudományának mutató Laistroma. Melylyet az Nemes Szemely Tey-Falvi Chiba Marton egy Papista vállásra tevelyedet Attyafianak irt (Debreczen), 1637 (Ajánlva van Perényi Gábornak, Ugocsa és Abauj várm. főispánjának és nejének, Salgai Kata asszonynak.)